# Ali Kitonsa
Ali Kitonsa (Distretto di Butambala, 12 maggio 1939 – 23 marzo 2013) è stato un calciatore ugandese, di ruolo attaccante. Era soprannominato "Simba ya Uganda", ovvero Leone dell'Uganda, ed è stato il primo calciatore professionista del suo paese.

## Carriera

### Club
È stato uno dei primi giocatori ad essere ingaggiato dal fondatore dell'Express Joseph "Jolly Joe" Kiwanuka, che lo aveva notato quando Kitonsa giocava con la scuola secondaria  King’s College Buddo. Fu uno dei più grandi marcatori della storia del club e del calcio ugandese. Grazie alle sue reti le Red Eagles ottennero la promozione in massima serie nel 1961. Nel 1964 riuscì a segnare 54 reti in diciotto incontri della Kampala District First Division League, record però non riconosciuto per mancanza di fonti.
Nel 1964 venne ingaggiato dagli egiziani dello Zamalek, divenendo così il primo calciatore ugandese professionista. Tornato all'Express, nel 1968 diviene con 18 reti il primo capocannoniere del campionato della Premier League ugandese. Negli anni seguenti vince due campionati con l'Express, segnando più di 200 reti.
Termina la carriera agonistica con il club nel 1979, a 43 anni.
Dopo il ritiro ha allenato il Wandegeya, con cui ottenne la promozione in massima serie nel 1981.
Dal 1984 al 2010 ha lavorato come camionista per la Uganda Electricity Board; è morto a causa di una neoplasia maligna nel 2013.

### Nazionale
Ha disputato numerose partite con la nazionale ugandese, vincendo anche una coppa CECAFA.

## Statistiche

### Cronologia presenze e reti in nazionale[3]
| Cronologia completa delle presenze e delle reti in nazionale ― Uganda | Cronologia completa delle presenze e delle reti in nazionale ― Uganda | Cronologia completa delle presenze e delle reti in nazionale ― Uganda | Cronologia completa delle presenze e delle reti in nazionale ― Uganda | Cronologia completa delle presenze e delle reti in nazionale ― Uganda | Cronologia completa delle presenze e delle reti in nazionale ― Uganda | Cronologia completa delle presenze e delle reti in nazionale ― Uganda | Cronologia completa delle presenze e delle reti in nazionale ― Uganda |
| Data                                                                  | Città                                                                 | In casa                                                               | Risultato                                                             | Ospiti                                                                | Competizione                                                          | Reti                                                                  | Note                                                                  |
| --------------------------------------------------------------------- | --------------------------------------------------------------------- | --------------------------------------------------------------------- | --------------------------------------------------------------------- | --------------------------------------------------------------------- | --------------------------------------------------------------------- | --------------------------------------------------------------------- | --------------------------------------------------------------------- |
| 19-1-1963                                                             | Kampala                                                               | Uganda                                                                | 8 – 0                                                                 | Zanzibar                                                              | CECAFA 1962-1963                                                      | 4                                                                     |                                                                       |
| 27-9-1963                                                             | Dar es Salaam                                                         | Zanzibar                                                              | 3 – 2                                                                 | Uganda                                                                | CECAFA 1964                                                           | 2                                                                     |                                                                       |
| 30-9-1963                                                             | Dar es Salaam                                                         | Uganda                                                                | 1 – 0                                                                 | Kenya                                                                 | CECAFA 1964                                                           | 1                                                                     |                                                                       |
| 5-10-1963                                                             | Zanzibar                                                              | Zanzibar                                                              | 2 – 4                                                                 | Uganda                                                                | Amichevole                                                            | 2                                                                     |                                                                       |
| 9-10-1964                                                             | Kampala                                                               | Uganda                                                                | 7 – 5                                                                 | Burundi                                                               | Amichevole                                                            | 5                                                                     |                                                                       |
| 21-2-1965                                                             | Kampala                                                               | Uganda                                                                | 1 – 2                                                                 | Etiopia                                                               | Qual. Coppa d'Africa 1965                                             | 1                                                                     |                                                                       |
| 13-3-1965                                                             | Kampala                                                               | Uganda                                                                | 3 – 1                                                                 | Kenya                                                                 | Qual. Coppa d'Africa 1965                                             | 2                                                                     |                                                                       |
| 1-5-1965                                                              | Kampala                                                               | Uganda                                                                | 1 – 3                                                                 | Sudan                                                                 | Qual. Coppa d'Africa 1965                                             | 1                                                                     |                                                                       |
| 25-9-1965                                                             | Kampala                                                               | Uganda                                                                | 4 – 1                                                                 | Zanzibar                                                              | CECAFA 1965                                                           | 1                                                                     |                                                                       |
| 28-9-1965                                                             | Kampala                                                               | Uganda                                                                | 2 – 3                                                                 | Kenya                                                                 | CECAFA 1965                                                           | 1                                                                     |                                                                       |
| Totale                                                                |                                                                       | Presenze                                                              | 10+                                                                   |                                                                       | Reti                                                                  | 20+                                                                   |                                                                       |

## Palmarès

### Club
- Premier League ugandese: 2

Express: 1974, 1975

### Nazionale
- CECAFA: 1

1963